# Zasady Nowe
Zasady Nowe (do 31 grudnia 2010 r.: Nowe Zasady) – wieś w Polsce, położona w województwie kujawsko-pomorskim, w powiecie brodnickim, w gminie Świedziebnia.

## Podział administracyjny
W latach 1975–1998 miejscowość należała administracyjnie do województwa toruńskiego. Miejscowość składa się z 3 części: Bryńska, Dąbrowa i Kotownica.

## Demografia
Według Narodowego Spisu Powszechnego (III 2011 r.) liczyły 251 mieszkańców. Są szóstą co do wielkości miejscowością gminy Świedziebnia.

## Zmiana nazwy
1 stycznia 2011 r. zmieniono nazwę miejscowości z Nowe Zasady na Zasady Nowe.

## Edukacja
W miejscowości działa publiczna szkoła podstawowa.